# Вири Наруто
34°14′18″ пн. ш. 134°39′05″ сх. д. / 34.23833° пн. ш. 134.65139° сх. д.
Вири Наруто (яп. 鳴門の渦潮, Наруто но удзусіо) — припливно-відпливні вири в протоці Наруто, що відокремлює місто Наруто в префектурі Токусіма і острів Авадзі в префектурі Хього.

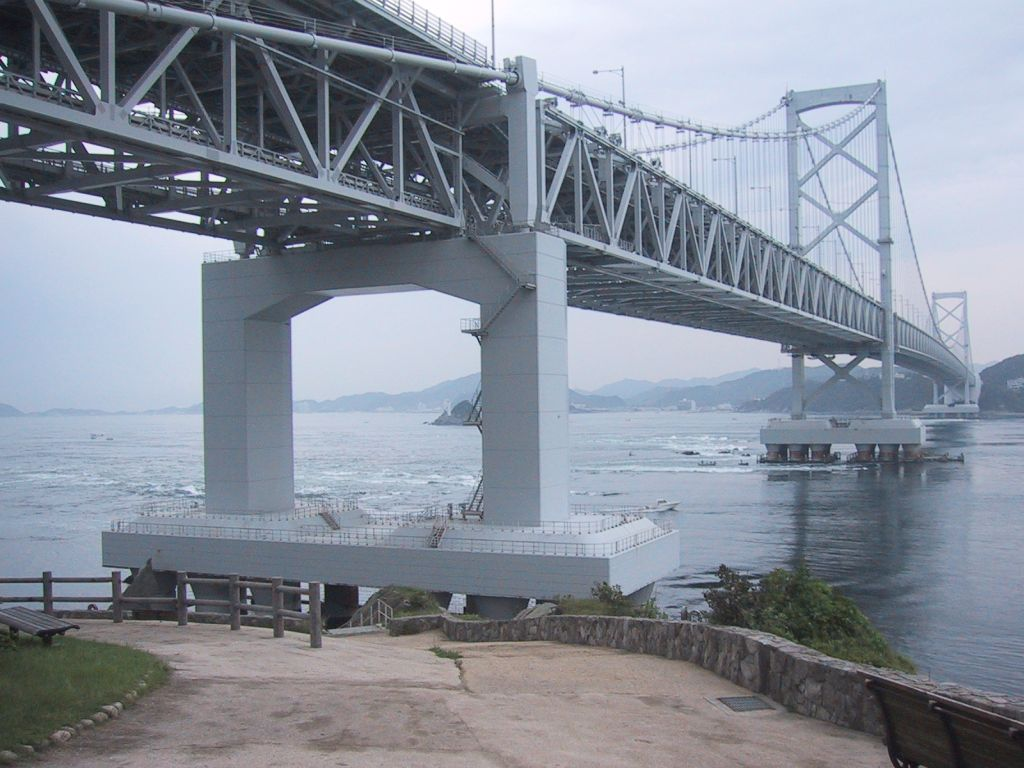
Протока Наруто

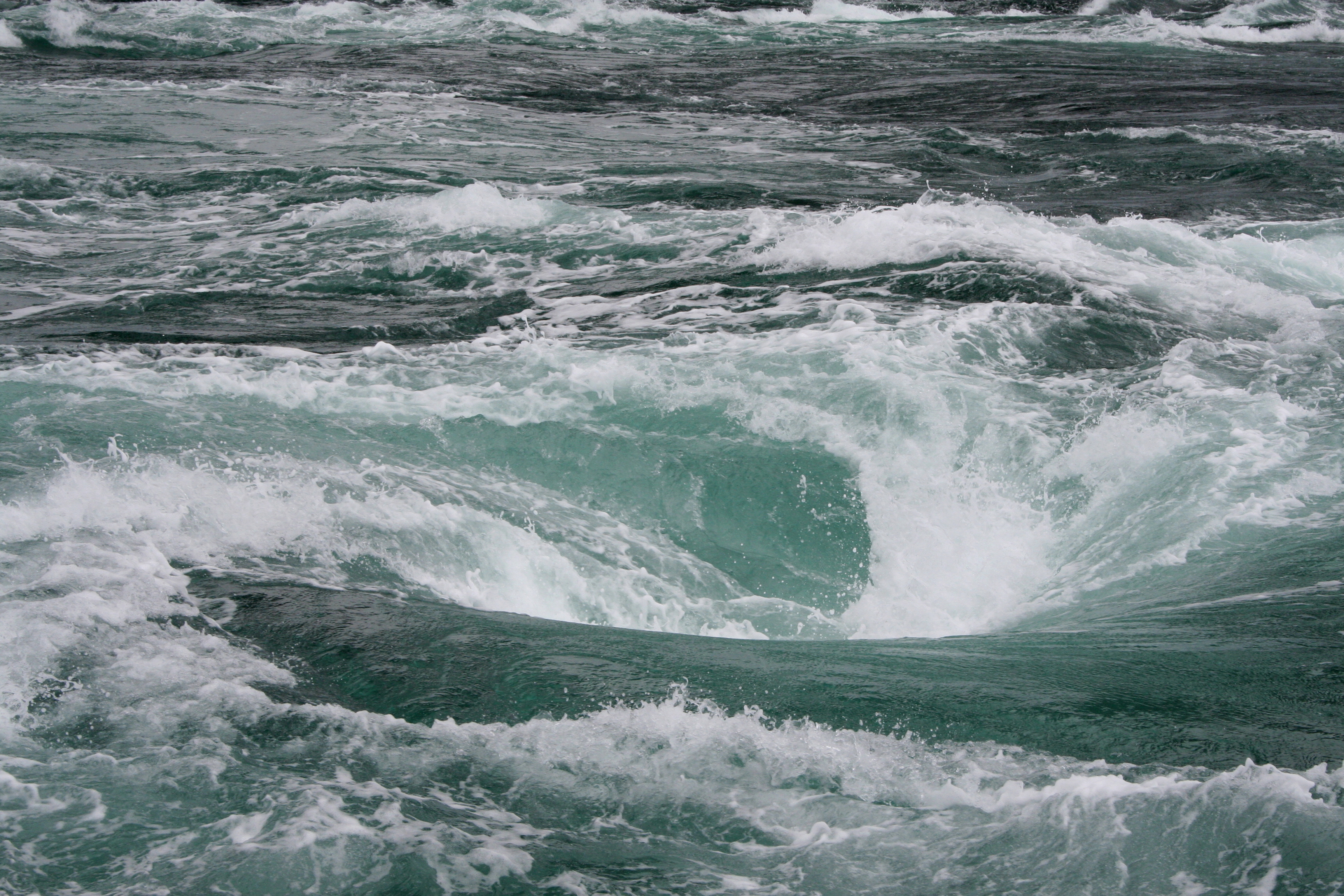
Вири Наруто

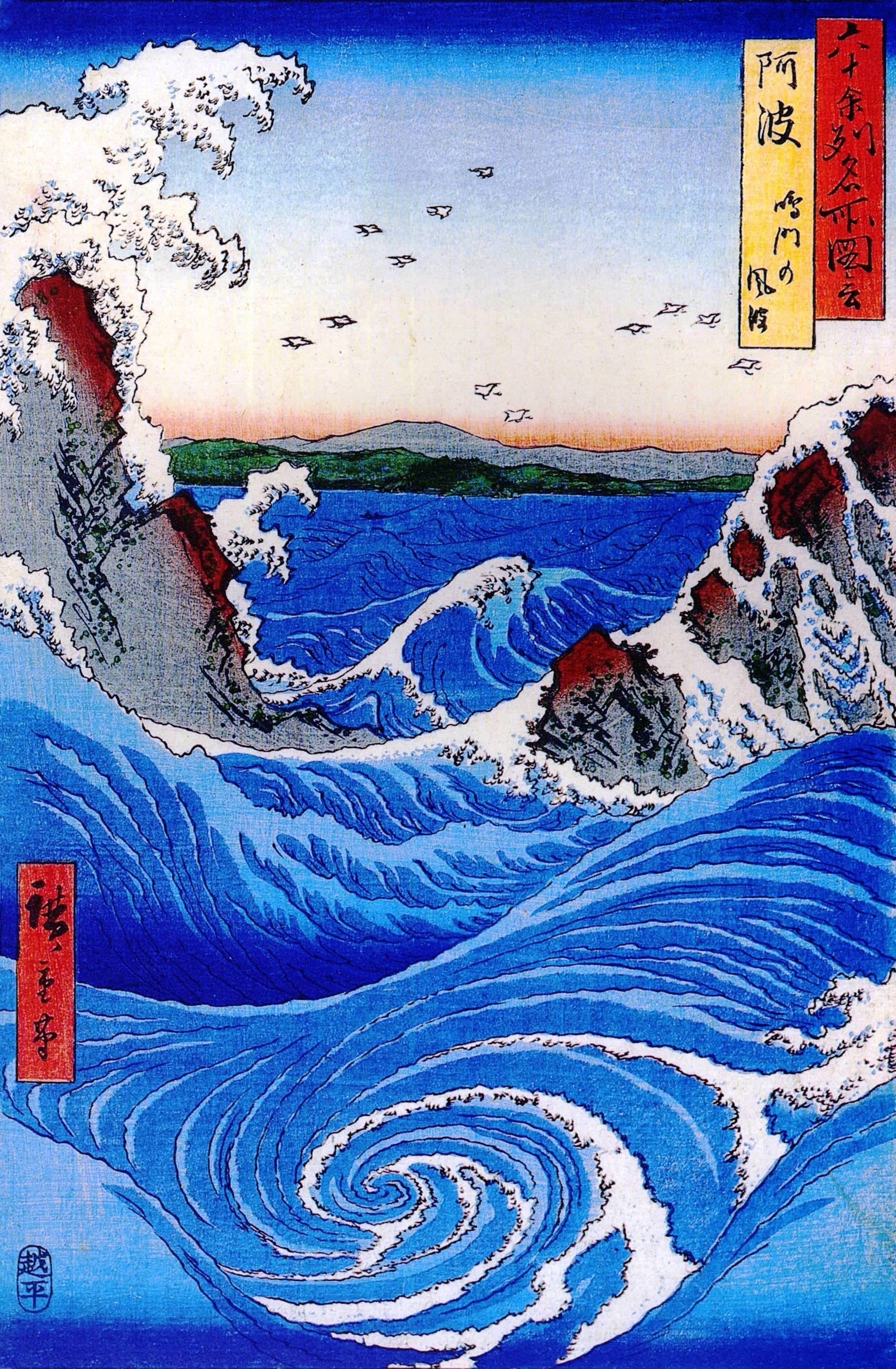
Гравюра Хіросіге, що зображає вири Наруто

Протока між містом Наруто і островом Авадзі має ширину 1,3 км. Вона з'єднує Тихий океан і Внутрішнє Японське море, розділяючи острови Хонсю і Сікоку.
Течія двічі на день збільшує, а потім, також двічі на день, зменшує рівень води у Внутрішньому морі, створюючи таким чином різницю в рівні води між Тихим океаном і Внутрішнім морем до 1,5 м. Внаслідок вузькості протоки, чотири рази на день вода в протоці тече зі швидкістю приблизно 13-15 км/год. Під час весняної повені швидкість води може досягати 20 км/год, створюючи при цьому вири до 20 метрів в діаметрі.
Потік води в протоці є найшвидшим в Японії і четвертим у світі (після Салстреумен у Норвегії, Мальстрем у Норвезькому морі біля північно-західного узбережжя Норвегії та виру Старої свині в Канаді).
Вири Наруто можна побачити з кораблів або з моста Онаруто, що пролягає над протокою.

## Ресурси Інтернету
- Вири Наруто [Архівовано 23 вересня 2020 у Wayback Machine.](рос.)
- Whirlpools: Experiencing Naruto Whirlpools [Архівовано 20 жовтня 2015 у Wayback Machine.], IAHR Newsletter, p. 28-19, 2002(англ.)
- Forum about schedule and tides [Архівовано 30 листопада 2021 у Wayback Machine.](англ.)

| Японія | Це незавершена стаття з географії Японії. Ви можете допомогти проєкту, виправивши або дописавши її. |